# Aproximació instrumental

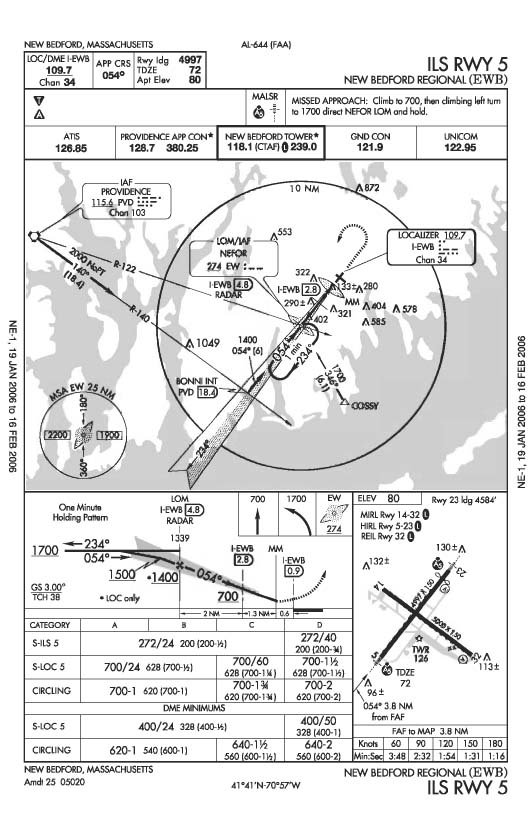
Procediment d'aproximació en el qual es detalla l'aproximació instrumental a un aeroport que compta amb sistema d'ILS.

Un procediment d'aproximació instrumental o aproximació per instruments, és una sèrie de determinades maniobres que realitzen aeronaus que operen sota regles de vol instrumental per a la transició ordenada des de l'inici de l'aproximació a un aeroport fins a l'aterratge, o fins a un punt en el que es pot procedir amb aterratge visual. Aquest concepte també es coneixia anteriorment com aproximació sense visibilitat o aproximació a cegues, encara que aquests termes han caigut en desús.
Dins de les aproximacions instrumentals hi han dos tipus de diferències: les de precisió i les de no precisió. Les aproximacions instrumentals de precisió es guien mitjançant informació tant lateral (transmesa pel localitzador) com vertical (transmesa per la senda de planatge). Les aproximacions de no precisió en canvi tan sols ofereixen informació lateral sobre el curs que segueix l'aeronau.